# Dhrupad
 (août 2017).

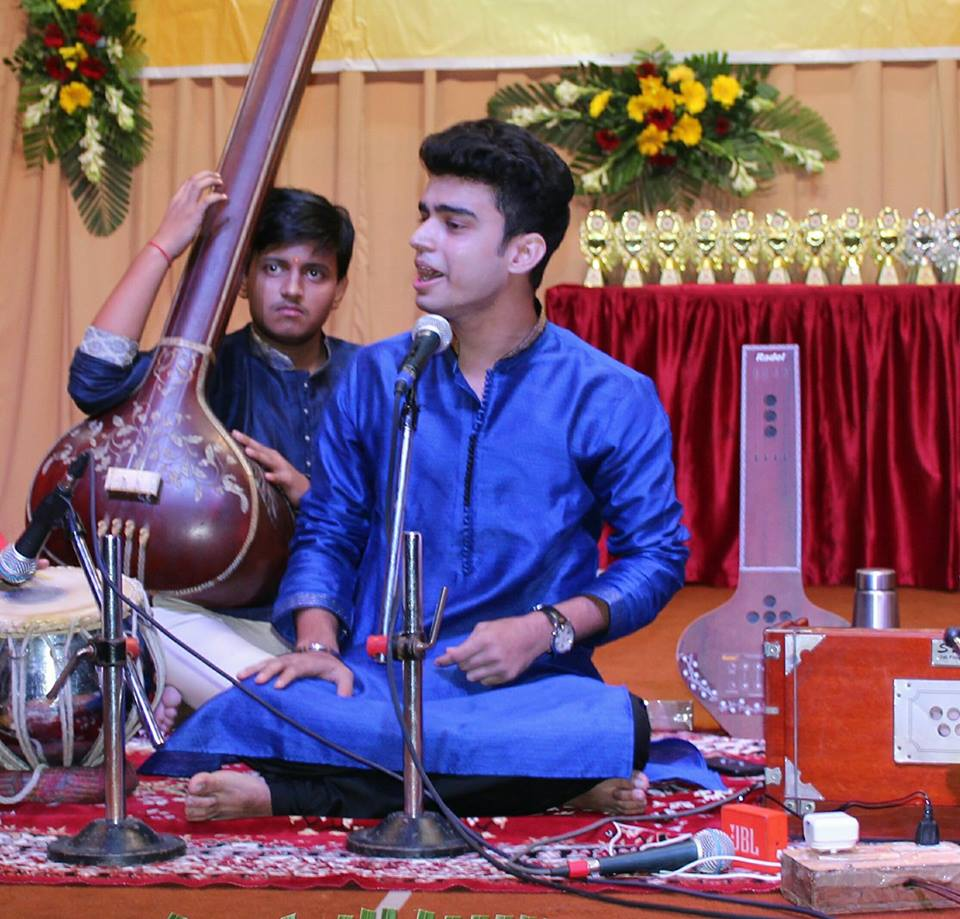
Performance de dhrupad par Ayush Dwivedi, à Sangeetanjali Samaroh Kanpur.

Le dhrupad (abréviation populaire de dhruva-pāda) : "dhruva" signifie fixe, permanent comme l'étoile polaire "dhruv star" en anglais, et "pada" le texte poétique. Le style classique, dhrupad, se développa sous l’impulsion de Râjâ Mân Singh (1486-1525) à Gwalior. Il fut perfectionné par de célèbres musiciens tels que Haridâsa Swâmî et son fameux disciple Tansen à la cour de l’empereur Akbar. C’est ce style qui s'est perpétué jusqu'à nos jours, entre autres grâce à la tradition dagarvani, qui s'est développée sur vingt générations.

## Histoire et caractéristiques
L’ancienne forme de composition appelée Prabandha, décrite dans tous les ouvrages classiques sur la musique indienne, se composait de quatre parties: Udgrâha (prélude), Melâpaka (assemblage de la gamme), Dhruva (forme fixe) et Âbhoga (final). Le grand poète Jayadeva composa son Gita-Govinda au XIIe siècle dans des Prabandha comportant seulement le Dhruva et l’Âbhoga. Les deux premières parties étaient en effet sans paroles.
D’après l’historien Abul al-Fazl ibn Mubarak (XVIe siècle) : “La base du Dhrupad est un poème rythmé de quatre vers pour lequel il n’y a pas de règles concernant la prosodie ou le nombre de syllabes. Le sujet des poèmes est l’ivresse de l’amour et ses merveilleux effets sur le cœur humain. Dans l’Inde centrale ces chants sont appelés Chind et sont principalement des hymnes. Dans le Sud de l’Inde (Telugu et Tamil Nadu) ils sont appelés Dhruva et leur sujet est l’amour.” (Ain i Akbari, vol. III, p.251).
Le dhrupad est le plus classique des styles de chants indiens, il a conserve son identité au fil des siècles en continuant d'adhérer à la grammaire du style et il demeure contemporain comme chant grâce à la part dominante de la libre improvisation lors du récital. 
La première partie du Dhrupad est un âlâp sans rythme fixe et sans paroles. Le chanteur emploie pour soutenir la voix des syllabes conventionnelles dépourvues de sens.
La deuxième partie du Dhrupad est le poème, chanté dans une forme rythmique scandée par le tambour horizontal, pakhawaj, dans un tempo d’abord lent puis graduellement accéléré.
Le poème chanté est parfois divisé en quatre parties appelées Sthâyî, Antara, Samcharî et Âbhoga et qui sont centrées sur différentes parties de la gamme du mode, le Sthâyî sur le premier tétracorde et l’octave inférieure, l’Antara sur le deuxième tétracorde et l’octave supérieure, le Samcharî circulant sur les trois octaves. L’Âbhoga est un final.
Le chanteur et le percussionniste font chacun leurs variations et improvisations puis se retrouvent sur le premier battement de la mesure.
Le dhrupad, très classique, connaît une grande renaissance en INDE et à l'étranger. Des enregistrements sont disponibles auprès de grandes maisons de disques dont l'UNESCO.
Le partâl en est une variante spécifique à la musique sikhe.

## Principaux représentants
- Abdul Rashid Khan, né en 1908
- Famille Dagar
- Zia Mohiuddin Dagar
- Ashish Sankrityayan[1]
- Uday Bhawalkar
- Gundecha Brothers
- Pelva Naik [2]
- Dhani Gundecha de la famille Gundecha